# Theodore d’Henouville
Theodore Hyacinth d’Henouville (* 17. Juni 1715 in Paris; † 30. März 1768 ebenda) war ein französischer Arzt und Chemiker.
Baron D’Henouville war der Sohn des Medizinprofessors Hyacinth Theodore D’Henouville (1686–1758), der Herausgeber des Codex Medicamentarius Parisiensis (1732) und 1730 bis 1733 Dekan der Medizinischen Fakultät. Henouville studierte Medizin und Chemie am Collège de France und am Jardin du Roi, wo er ein Schüler von Guillaume-François Rouelle war. Er wurde 1742 in Medizin promoviert, befasste sich aber meist mit Chemie und Pharmazie. 1748 wurde er der Nachfolger seines Lehrers Rouelle als Demonstrator am Jardin du Roi. 1752 wurde er Mitglied der Academie des Sciences und gab seinen Posten als Demonstrator auf. Er publizierte meistens in den Abhandlungen der Akademie der Wissenschaften.
1747 gelang ihm die Synthese von Borax aus Soda und Borsäure. Seine Abhandlung dazu fand damals große Resonanz. Er gab eine Neuauflage des Chemielehrbuchs von Nicolas Lémery heraus.
Sein Bruder Hyacinth Theodore D’Henouville (1707–1787) war Arzt am Krankenhaus Hotel de Dieu und zweimaliger Dekan der Medizinischen Fakultät in Paris. Er galt als einer der gelehrtesten Ärzte in Paris.

## Schriften
- Sur les eaux minérales en général et sur celles des Passy en particulier, Mémoirs Acad. Sci. 1743
- Sur le Borax, Mémoirs Acad. Sci. 1747
- Neuauflage des Cours de Chimie de Lémery, Paris 1756
- Sur la Base de l’Alum, Paris 1760
- Pharmacopoeae Thomae Fullerii editio castigatior, Paris 1768